# Hydriomena alterata
Hydriomena alterata là một loài bướm đêm trong họ Geometridae.